# Calypte costae
Il colibrì di Costa (Calypte costae (Bourcier, 1839)) è un uccello della famiglia Trochilidae, diffuso negli Stati Uniti e in Messico.

## Descrizione
È un colibrì di piccola taglia, lungo 7,5–8,5 cm, con un peso di circa 3 g.

## Biologia
È una specie prevalentemente nettarivora che si nutre sui fiori degli arbusti di Salvia spp. e Trichostema spp.

## Distribuzione e habitat
L'areale di questa specie comprende gli Stati Uniti sud-occidentali e il Messico nord-occidentale.